# 湾里街道 (芜湖市)
湾里街道，是中华人民共和国安徽省芜湖市鸠江区下辖的一个街道办事处。

## 行政区划
湾里街道下辖以下地区：
石城社区、合南社区、银湖社区、凤鸣湖社区和金湾社区。